# Jack Sergeant
John Iain Stephen Sergeant (Gibraltar, 27 de febrero de 1995) es un futbolista gibraltareño. Juega de defensa y su equipo es el Cringila Lions F. C. de la Illawarra Premier League. Es internacional absoluto por la selección de Gibraltar desde 2013.

## Trayectoria
Sergeant realizó sus inferiores en España, incluida una etapa en el Sevilla F. C. entre 2008 y 2009. Comenzó su carrera en 2013 en Gibraltar en el Manchester 62.

## Selección nacional
Sergeant debutó con la selección de Gibraltar el 19 de noviembre de 2013 en el empate sin goles ante Eslovaquia.

## Clubes
| Club                      | País       | Año           |
| ------------------------- | ---------- | ------------- |
| Manchester 62             | Gibraltar  | 2013-2016     |
| Lincoln Red Imps          | Gibraltar  | 2017          |
| West Didsbury & Chorlton  | Inglaterra | 2017-2019     |
| Lincoln Red Imps (cedido) | Gibraltar  | 2018          |
| Europa F. C.              | Gibraltar  | 2019-2020     |
| Lincoln Red Imps          | Gibraltar  | 2020-2025     |
| Cringila Lions F. C.      | Australia  | 2025-presente |

## Palmarés

### Títulos nacionales
| Título                     | Club             | País      | Año     |
| -------------------------- | ---------------- | --------- | ------- |
| Liga Nacional de Gibraltar | Lincoln Red Imps | Gibraltar | 2020-21 |
| Liga Nacional de Gibraltar | Lincoln Red Imps | Gibraltar | 2021-22 |